# Amplirhagada osmondi
Amplirhagada osmondi är en snäckart som beskrevs av Alan Solem 1988. Amplirhagada osmondi ingår i släktet Amplirhagada och familjen Camaenidae. Inga underarter finns listade i Catalogue of Life.